# ال تامپسون
اَل تامپسون (انگلیسی: Al Thompson؛ ۲۱ سپتامبر ۱۸۸۴ – ۱ مارس ۱۹۶۰) بازیگر اهل ایالات متحده آمریکا بود.

## فیلم‌شناسی
- مراقبت ملال‌انگیز (۱۹۱۹)
- کارگر صحنه (۱۹۲۰)
- دکان نانوایی (۱۹۲۱)
- بلاگردان (۱۹۲۱)
- پیشخدمت (۱۹۲۱)
- کارگاه چوب‌بری (۱۹۲۲)
- نمایش (۱۹۲۲)
- گلف (۱۹۲۲)
- مأمور اف‌بی‌آی (۱۹۲۲)
- شاگرد فروشنده (۱۹۲۲)
- حیاط انبار (۱۹۲۳)
- کاباره نیمه‌شب (۱۹۲۳)
- عشق برق‌آسا (۱۹۲۳)
- دردسرهای آبجوسازی (۱۹۲۴)
- گوش کن لینا (۱۹۲۷)
- فروشنده لباس زیر (۱۹۳۱)
- لباس راحت ساحلی (۱۹۳۱)
- مستأجرهای بیکار (۱۹۳۱)
- شبح طلا (۱۹۳۴)
- Oh, My Nerves (۱۹۳۵)
- Restless Knights (۱۹۳۵)
- Pop Goes the Easel (۱۹۳۵)
- Pardon My Scotch (۱۹۳۵)
- Ants in the Pantry (۱۹۳۶)
- Disorder in the Court (۱۹۳۶)
- Whoops, I'm an Indian! (۱۹۳۶)
- Dizzy Doctors (۱۹۳۷)
- 3 Dumb Clucks (۱۹۳۷)
- Ditto (۱۹۳۷)
- Violent Is the Word for Curly (۱۹۳۸)
- Flat Foot Stooges (۱۹۳۸)
- Three Little Sew and Sews (۱۹۳۹)
- Saved by the Belle (۱۹۳۹)
- You Nazty Spy! (۱۹۴۰)
- From Nurse to Worse (۱۹۴۰)
- ساده‌لوح در آکسفورد (۱۹۴۰)
- I'll Never Heil Again (۱۹۴۱)
- In the Sweet Pie and Pie (۱۹۴۱)
- Loco Boy Makes Good (۱۹۴۲)
- Matri-Phony (۱۹۴۲)
- Back From the Front (۱۹۴۳)
- Three Little Twirps (۱۹۴۳)
- I Can Hardly Wait (۱۹۴۳)
- Dizzy Pilots (۱۹۴۳)
- A Gem of a Jam (۱۹۴۳)
- The Yoke's on Me (۱۹۴۴)
- Idiots Deluxe (۱۹۴۵)
- If a Body Meets a Body (۱۹۴۵)
- Beer Barrel Polecats (۱۹۴۶)
- G.I. Wanna Home (۱۹۴۶)
- Three Little Pirates (۱۹۴۶)
- Half-Wits Holiday (۱۹۴۷)
- All Gummed Up (۱۹۴۷)
- Fiddlers Three (۱۹۴۸)
- Gypped in the Penthouse (۱۹۵۵)
- Blunder Boys (۱۹۵۵)
- Scheming Schemers (۱۹۵۶)